# Одана (Висконсин)
Одана (енгл. Odanah) насељено је место без административног статуса у америчкој савезној држави Висконсин.

## Демографија
По попису из 2010. године број становника је 13, што је 241 (-94,9%) становника мање него 2000. године.
| Група             | 2000.     | 2010.    |
| Белци             | 12 (4,7%) | 0 (0,0%) |
| Афроамериканци    | 0 (0,0%)  | 0 (0,0%) |
| Азијати           | 0 (0,0%)  | 0 (0,0%) |
| Хиспаноамериканци | 6 (2,4%)  | 1 (7,7%) |
| Укупно            | 254       | 13       |